# Coptodisca kalmiella
Coptodisca kalmiella is een vlinder uit de familie van de Heliozelidae. De wetenschappelijke naam van de soort is voor het eerst geldig gepubliceerd in 1921 door Dietz.